# Сатыбалдин, Капан
Капан Сатыбалдин (каз. Қапан Сатыбалдин; 25 декабря 1917, Каркаралинский уезд, Семипалатинская область — 10 октября 1969, Алма-Ата, Казахская ССР) — советский казахский писатель, поэт, драматург, публицист, сценарист, переводчик, редактор. Член Союза писателей Казахстана.

## Биография
Родился 25 декабря 1917 года на территории Каркаралинского уезда Семипалатинской области (ныне — село Бесоба, Каркаралинский район, Карагандинская область, Казахстан)
В 1939 году окончил Казахский педагогический институт. В 1940—1942 годах учился в Московском государственном институте кинематографии .
Участник Великой Отечественной войны, военный корреспондент в действующей армии.
В 1945—1969 годах работал на киностудии «Казахфильм», литературным сотрудником газеты «Социалистік Қазақстан», заведовал секцией молодых писателей Союза писателей Казахстана, трудился в должности заведующего отделом газеты «Лениншіл жас», был заместителем главного редактора журнала «Жұлдыз» («Звезда»), в газете «Қазак әдебиеті», правлении Союза писателей Казахстана. Некоторое время возглавлял Союз.

## Творчество
Дебютировал в 1936 году в газете «Караганды пролетариаты». Первый сборник стихов «Мен жырлаймын» («Я пою») вышел в 1938 году.
Автор поэм «Асан Кайгы и Джамбул», «Москва — Волга», «Алия» и др. Им созданы пьесы «Сілтенген семсер» («Обнаженный меч», 1943), «Махаббат машахаты» («Превратности любви», 1961), «Сакен Сейфуллин» (1969), «Кабаган ит» («Злая собака», 1964).
Писал сценарии к художественным и документальным фильмам. По его сценариям поставлен художественный фильм «Песня зовёт» (1961), художественно-документальные фильмы «Герой Кегенской долины», «Дина Нурпеисова».
Занимался переводами. Перевёл на казахский язык произведения Н. А. Некрасова, И. А. Крылова, Г. Гулиа, Н. Асеева, Б. Горбатова и других известных авторов.
В своём творчестве К. Сатыбалдин отражал в художественных образах прошлое казахского народа, показывал преемственность поколений и историческую значимость происшедших социальных образований в Казахской степи.

## Награды
- Орден «Знак Почёта» (3 января 1959) — за выдающиеся заслуги в развитии казахского искусства и литературы и в связи с декадой казахского искусства и литературы в гор. Москве

## Память
- В в Караганде в честь К. Сатыбалдина названа улица.
- В Алма-Ате на доме, где с 1964 по 1969 годы жил К. Сатыбалдин (ул. Мауленова, 129), размещена мемориальная доска[2].